# Serguei Koniónkov
Serguei Koniónkov (en rus: Сергей Тимофе́евич Конёнков; Karakóvitxi, 10 de juliol de 1874 - 9 de desembre de 1971) va ser un famós escultor rus. Sovint se l'anomena "el Rodin rus ".

## Primers anys
Koniónkov va néixer al poble de Karakovitxi (ara Róslavl districte de la regió de Smolensk) a una família de camperols. Serguei va estudiar a l'Escola de Moscou de Pintura, Escultura i Arquitectura, on es va graduar en 1897, i a l'Acadèmia Imperial de les Arts de Sant Petersburg. El seu treball de graduació a l'Acadèmia, una enorme estàtua d'argila de Samsó fent malbé les cadenes, va trencar les lleis més actuals de l'art acadèmic i el va posar en desacord amb els seus professors, que aparentment van destruir el treball amb martells.

## Període 1900-1924
Va viatjar a Itàlia, França, Egipte, Grècia i Alemanya.
Durant la revolució russa de 1905 Koniónkov estava amb els treballadors en les barricades, poc després de la creació de retrats dels herois de la rebel·lió a Moscou. Koniónkov més tard va donar suport a la Revolució Russa de 1917.
El 1922 es va casar amb Margarita Ivànovna Vorontsova, i el 1923 va viatjar als Estats Units per participar en una exposició de Rússia i l'art soviètic. El viatge se suposava que havia de durar uns pocs mesos, però es va quedar als Estats Units durant 22 anys. Va viure i treballar a Nova York.

## El treball als Estats Units
El 1928-1929 l'escultor va visitar Itàlia per reunir-se i treballar en un retrat de l'escriptor soviètic Màxim Gorki. Tenia una exposició individual a Roma.
Durant el període americà, Koniónkov creà un gran cos de treball centrat en temes de la Bíblia, especialment de l'Apocalipsi. Va produir obres que representen a Jesucrist i els profetes i apòstols cristians.
El 1935 va ser comissionat per la Universitat de Princeton per fer una escultura d'Albert Einstein. Es diu que Einstein estava interessat en l'obra de l'escultor rus, però estava més centrat en la seva esposa, Margarida Koniónkova. Einstein i Margarita, que també estava familiaritzada amb el físic Robert Oppenheimer, suposadament van tenir una història d'amor, a jutjar per les "nou cartes d'amor, aparentment autèntiques, del gran científic, escrites el 1945 i 1946. S'han produït acusacions que Margarita estava treballant en aquests anys pel govern soviètic, però sense una evidència concreta per donar suport a la teoria.

## Tornada a Rússia
Sota les ordres directes de Stalin el 1945, un vaixell va ser enviat a Nova York per portar Koniónkov de tornada a l'URSS. A l'escultor se li va donar un gran estudi al carrer Gorki al centre de Moscou. "Hi havia trobat gràcia suficient amb el règim en esser requerit per dissenyar una placa commemorativa del primer aniversari de la Revolució d'Octubre a la Torre del Senat del Kremlin."
Koniónkov creà escultures de Aleksandr Puixkin, Anton Txékhov, Lev Tolstoi, Fiódor Dostoievski, Ivan Turguénev, Vladímir Maiakovski, Konstantín Tsiolkovski, Vassili Surikov, Johann Sebastian Bach, Niccolò Paganini, per nomenar uns quants. També va tallar en fusta creus i altres peces per al Convent Marfo-Mariinski a Moscou.
Koniónkov va rebre nombrosos premis soviètics.
Està enterrat al Cementiri de Novodévitxi de Moscou .

## Galeria

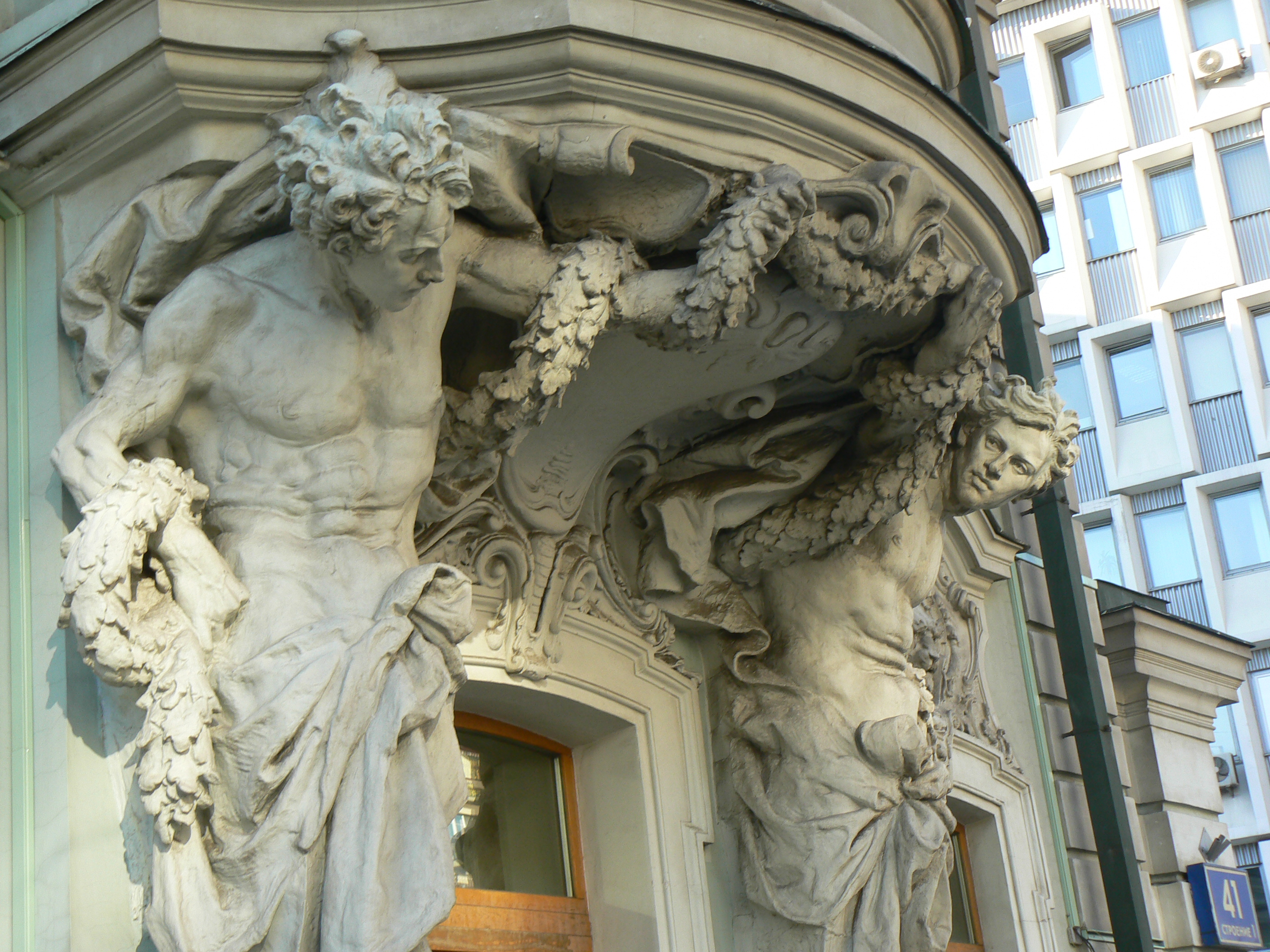
Atlant, 1893
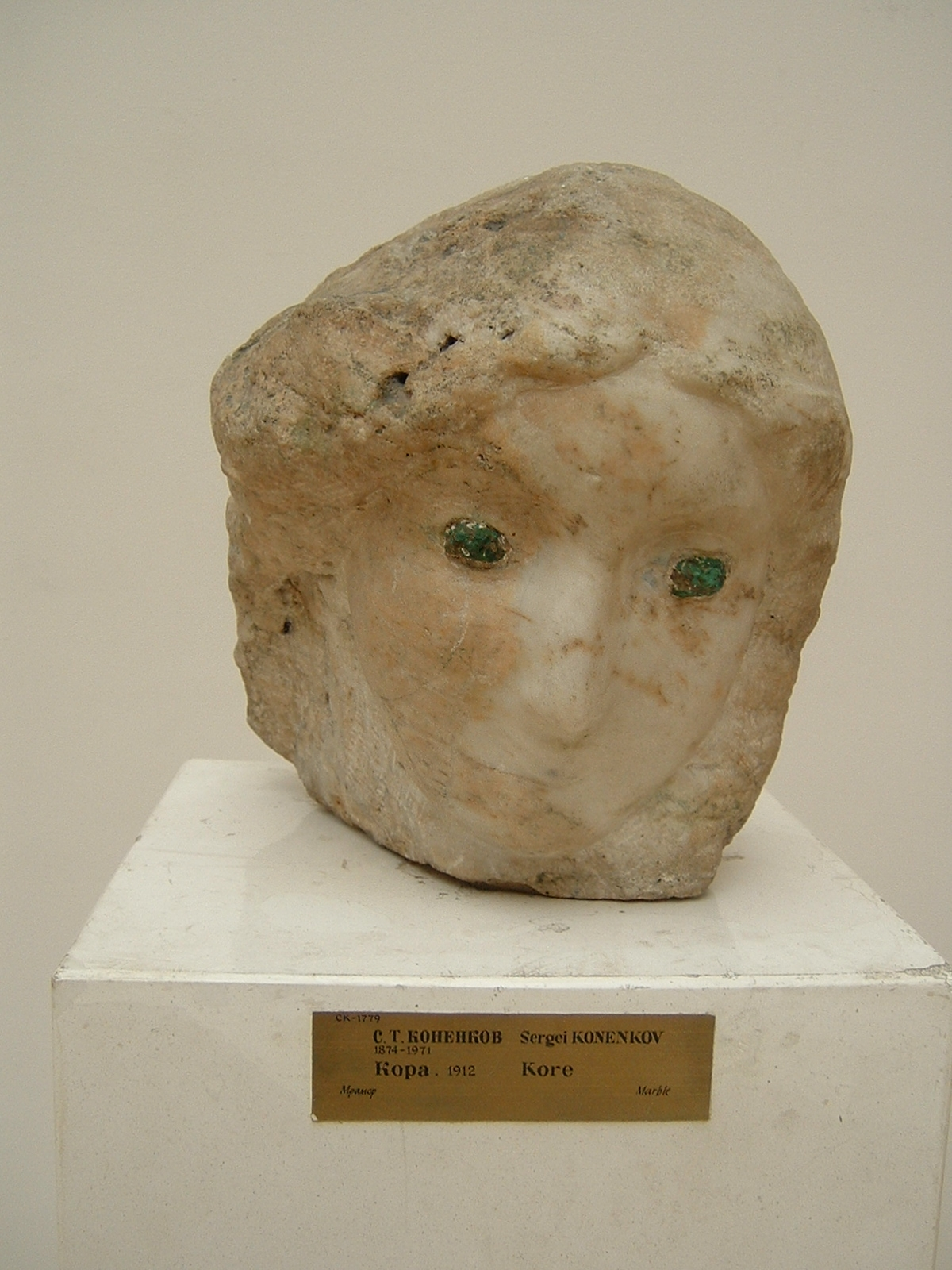
Коrа, 1912
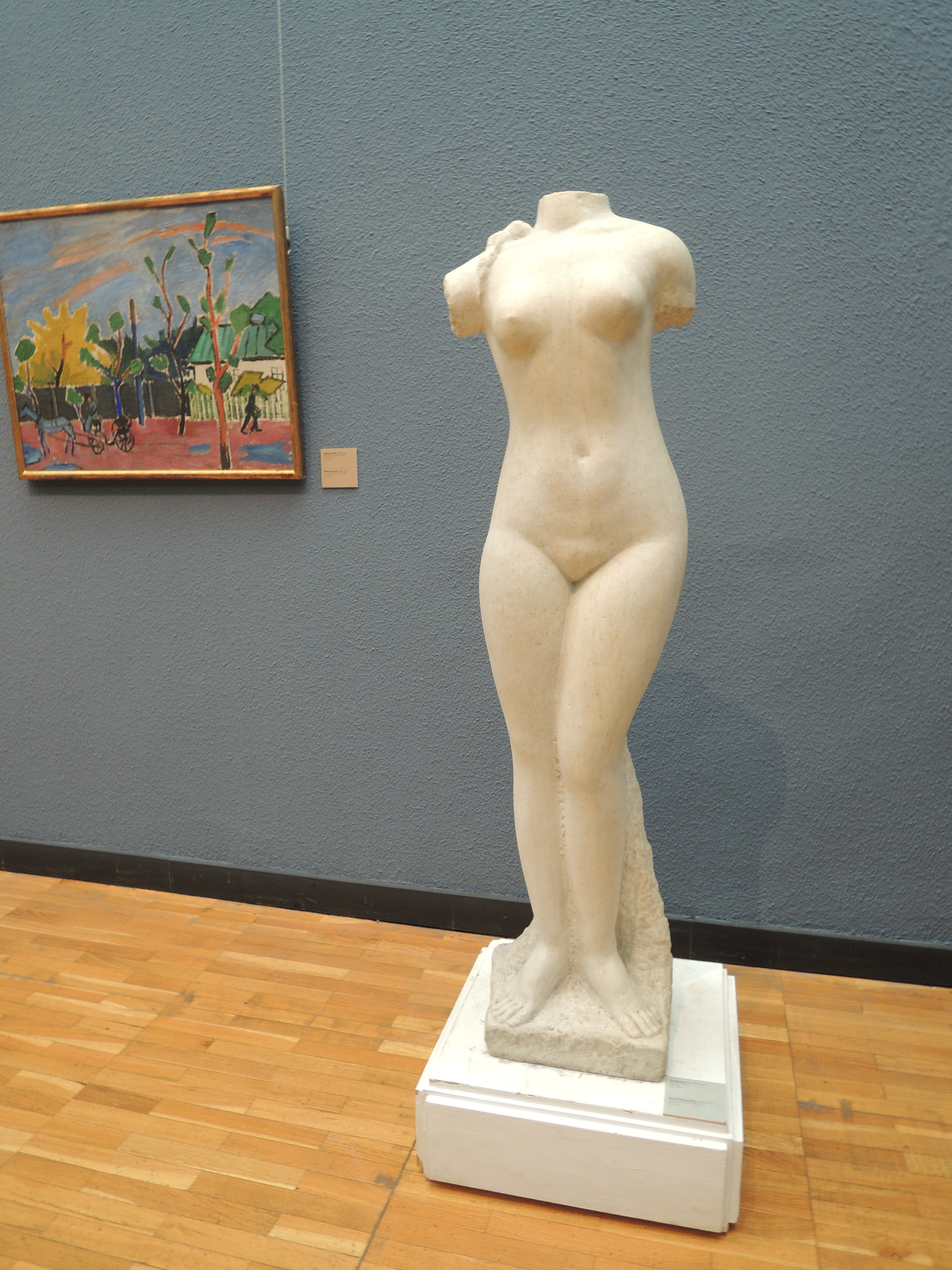
Jove, 1916
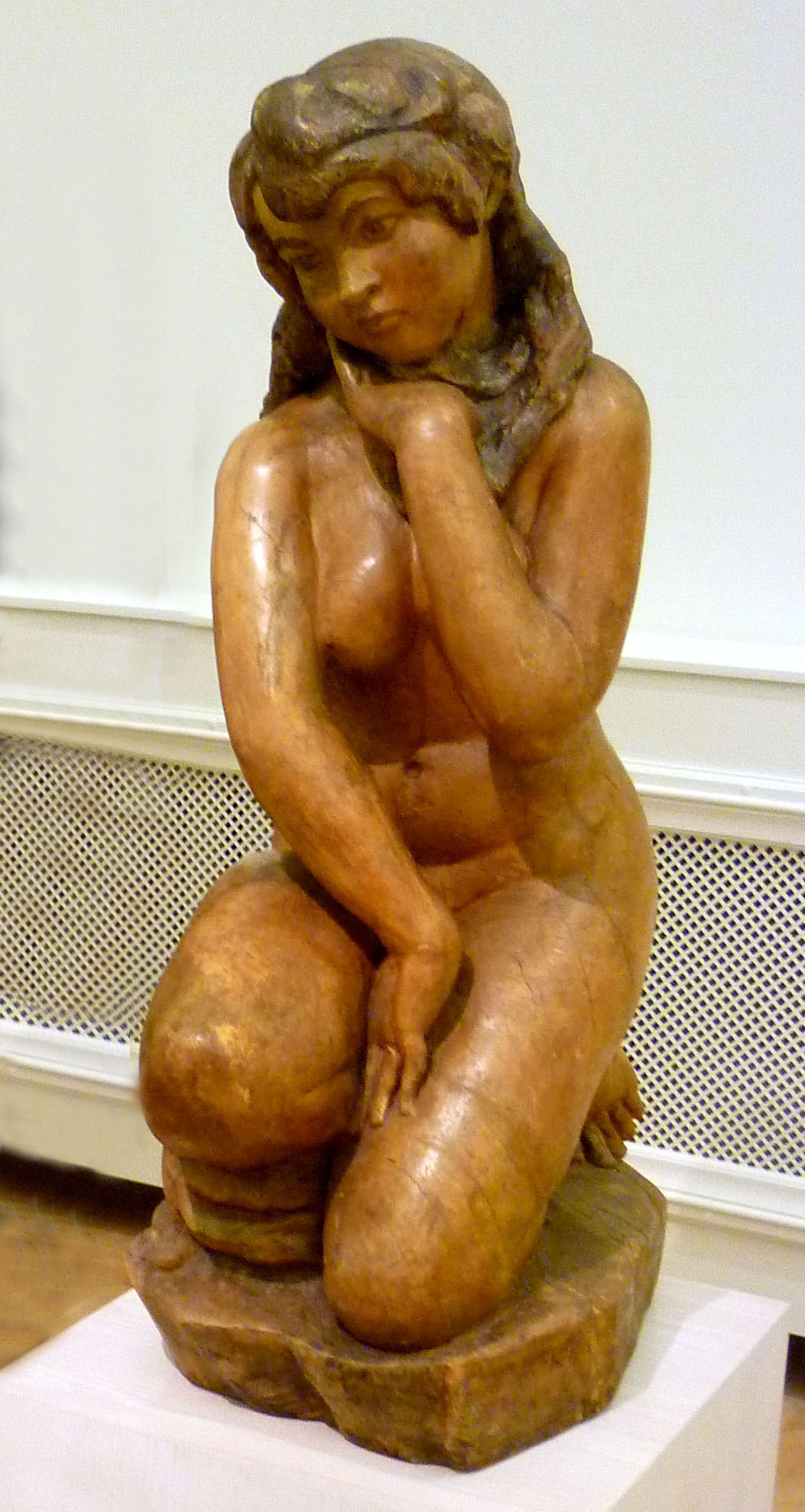
Banyista, 1917
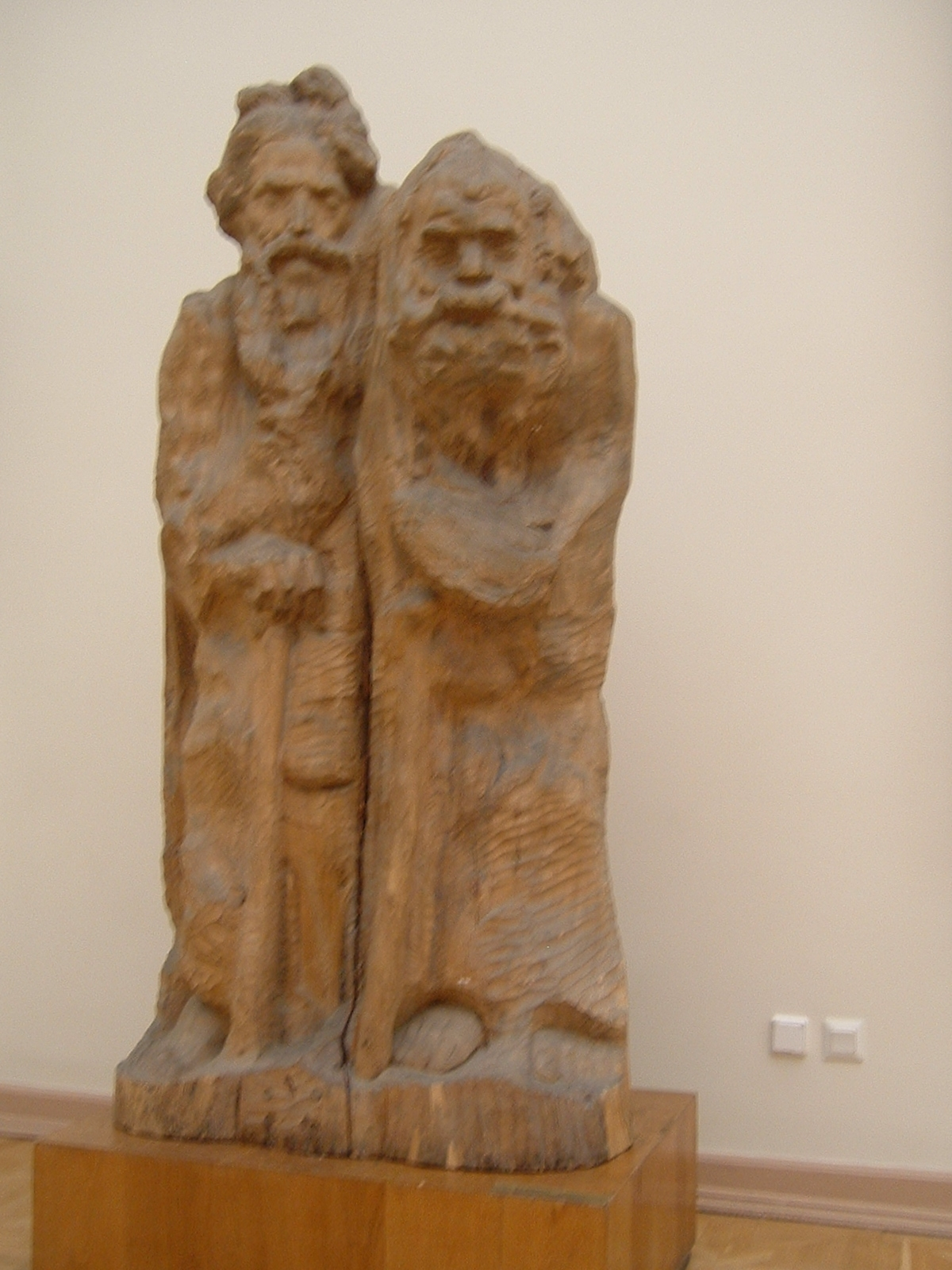
Germans captaires, 1917
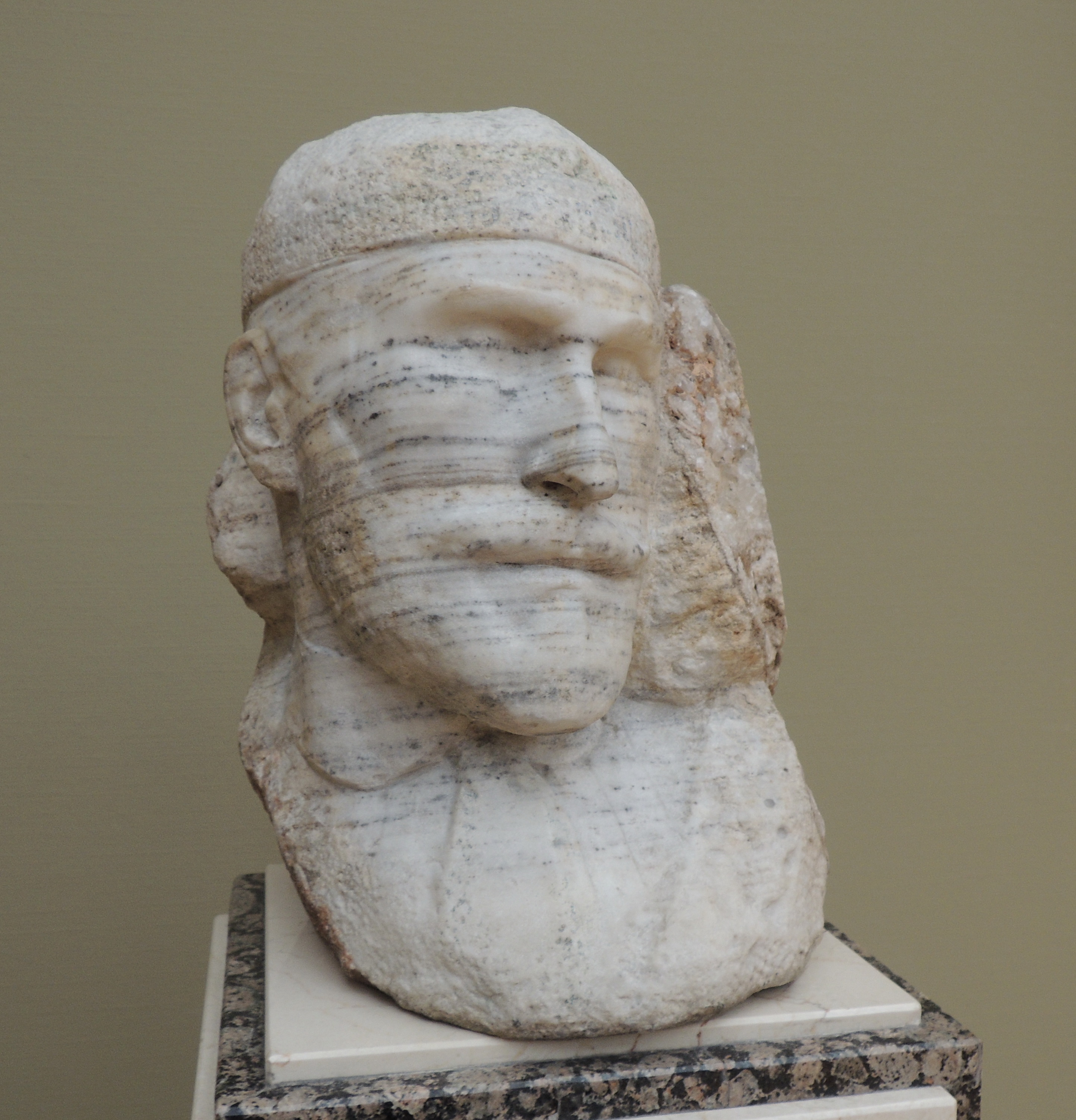
Autorretrat, 1912
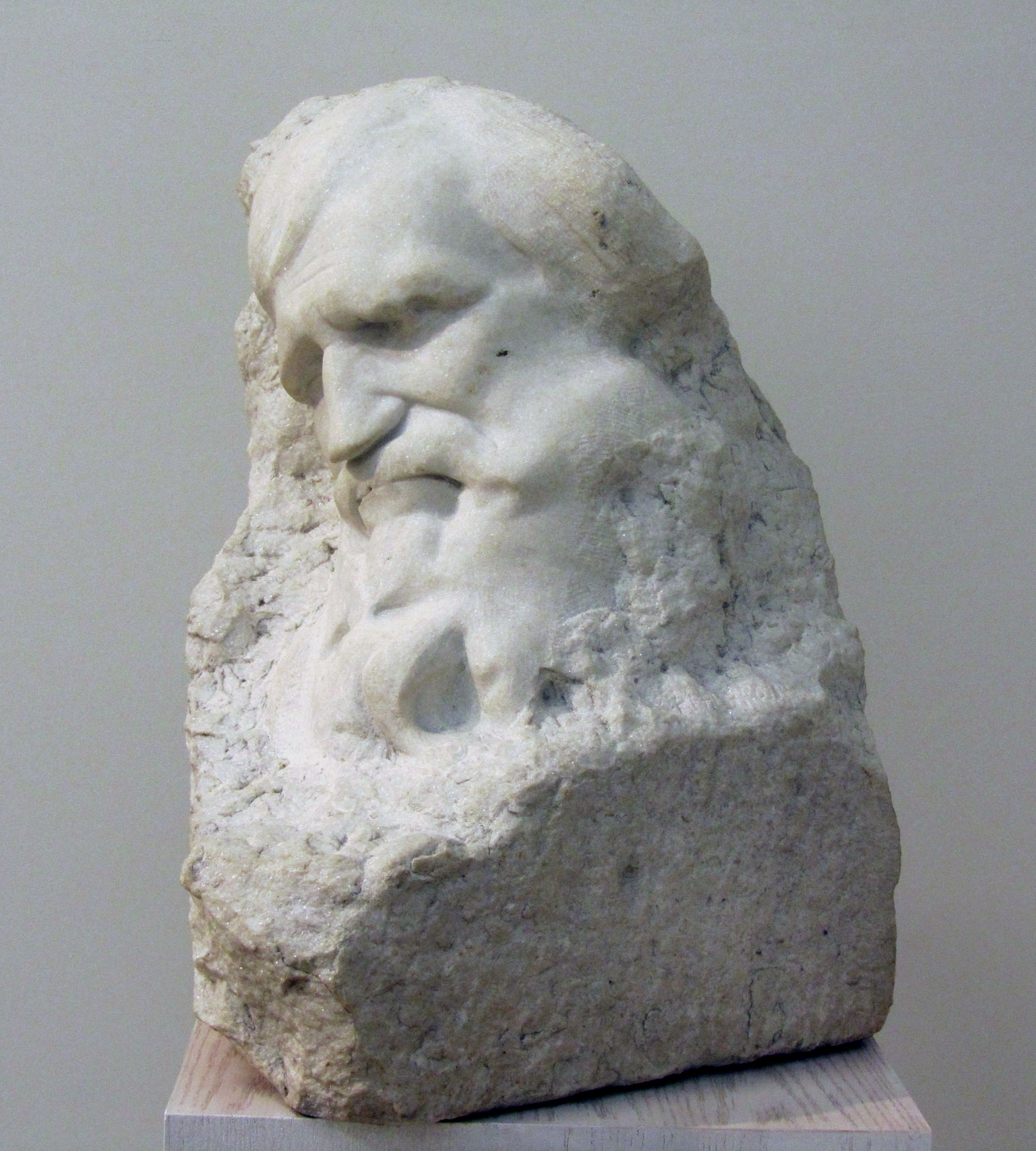
Pensador, 1898

## Premis
- Heroi del Treball Socialista (1964)
- Artista del Poble de la RSFSR (1955)
- Artista del Poble de l'URSS (1958)
- Membre titular de l'Acadèmia Russa de les Arts (1954)
- Premi Lenin (1957) - per a l'escultura "Autoretrat"
- Premi Stalin de tercer grau (1951) - retrats escultòrics de "Marfinka" i "Nínotxka"
- Dues ordes de Lenin (1955, 1964)
- Ciutadà Honorari de Smolensk (1964)